# Transformers: Titanium
「TitaniumSeries Transformers」は2006年より海外で展開されているトランスフォーマーの玩具シリーズである。
Titaniumはハズブロ社のダイキャスト製フィギュアの玩具シリーズ名であり、同時に『スター・ウォーズ』・『宇宙空母ギャラクティカ』・「マーベル・コミック」もラインナップされている。一般のトランスフォーマー玩具はタカラトミーが製作しているが、本シリーズは、企画、制作まで海外の販売会社ハズブロ社により行われている。日本では2007年8月末に一部商品が「トランスフォーマータイタニウム」の商品名で発売された。
変形しない「3インチ」フィギュアシリーズと変形可能な「6インチ」フィギュアシリーズからなる。キャラクターは、現在も人気の「G-1」キャラクターのみならず、Alternators（バイナルテック）、Beast Wars（ビーストウォーズ）、Cybertron（ギャラクシーフォース）、The War Within（ドリームウェーヴ・プロダクションズ社のパラレルコミックシリーズ）など、様々なシリーズから選ばれている。

## 6インチシリーズ（6" Metal Cybertron Heroes）
変形可能なダイキャストフィギュア。
Optimus Prime/コンボイ
The War Withinに登場した初代コンボイのセイバートロンモード。未来風トレーラーキャブに変形。
Megatron/メガトロン
GI Joe crossover。戦車に変形。
Thundercracker/サンダークラッカー
The War Withinに登場。未来風戦闘機に変形。
Jetfire/ジェットファイヤー
The War Withinバージョン。戦闘機に変形。
Scourge/スカージ
『2010』に登場したデストロン兵士。
Optimal Optimus/メタルスパワードコンボイ
『ビーストウォーズメタルス』に登場。設定とは違い、戦闘機のみに変形。
Rodimus Prime/ロディマスコンボイ
『2010』登場の総司令官。
Soundwave/サウンドウェーブ
「G-1」期の人気キャラクター。ラジカセに変形。収納可能なカセットロン、コンドル付き。
Starscream/スタースクリーム
The War Within登場。サンダークラッカーの塗装変更品。
Optimus Prime/ファイヤーコンボイ
『カーロボット』の総司令官。消防車に変形。
Fallen/フォールン
The War Withinに登場。最初に生み出された13人のトランスフォーマーの1人である。
Cheetor/チータス
『ビーストウォーズリターンズ』。
Ultra Magnus/ウルトラマグナス
「G-1」期の人気キャラクター。旧商品と違いトランスポーター全体がロボットに変形する。
Ultra Magnus/ウルトラマグナス
The War Withinに登場。同シリーズのコンボイの塗装変更品。
Sunstorm/サンストーム
The War Withinに登場。サンダークラッカーの塗装変更品。
Menasor/メナゾール
ロディマスコンボイのリカラー。海外ではイベント限定商品だったが日本では通常販売となった。
Megatron/メガトロン
The War Withinに登場。

## 3インチシリーズ（3" Metal Robotmasters）
変形しない観賞用フィギュア。飾り台付き。
Autobot Starship：Ark/サイバトロン宇宙船アーク
後の『ビーストウォーズ』シリーズでア-ク/Arkと設定された、初代コンボイらの乗っていた宇宙船である。
Optimus Prime/コンボイ
初代コンボイ。
Bumblebee/バンブル
『初代』の人気キャラクター。
Starscream/スタースクリーム
『初代』の人気キャラクター。足裏よりジェット噴射して浮いているポーズ。
Unicron/ユニクロン
THE MOVIEより。セイバートロン星を掴んでいる。
Beast Wars Optimus Primal/（ビースト）コンボイ
『ビーストウォーズ』の若きサイバトロン司令官。ブレードを構えている。
Beast Wars Megatron/（ビースト）メガトロン
『ビーストウォーズ』の破壊大帝。
Megatron/マスターメガトロン
『ギャラクシーフォース』の破壊大帝。
Autobot Jazz/マイスター
『バイナルテック』バージョン。
Sideswipe/ランボル
『バイナルテック』バージョン。
Smokescreen/スモークスクリーン
『バイナルテック』バージョン。
War Within Optimus Prime/コンボイ
The War Withinに登場した初代コンボイ。
Grimlock/グリムロック
『初代』『2010』の人気キャラクターの恐竜モード。
Predaking/プレダキング
『2010』に登場したデストロン巨獣合体兵士。
Scorponok/スコルポノック
『スーパーリンク』に登場した。
Cliffjumper/クリフ
『初代』に登場した。バンブルを赤く塗り替えたもの。
Galvatron/ガルバトロン
『2010』に登場した破壊大帝。
Rodimus/ホットロディマス
『2010』に登場した、総司令官ロディマスコンボイの前身。
Nemesis Prime/ネメシスプライム
The War Withinコンボイを黒く塗り替えたもの。
Soundwave/サウンドウェーブ
『初代』の人気キャラクター。
Sunstreaker/サンストリーカー
『初代』より。
Thundercracker/サンダークラッカー
『初代』に登場した航空兵。